# 피베리
피베리(ピーベリー)는 헬로! 프로젝트에 소속된 일본의 여성 아이돌 그룹이다.

## 개요
헬로! 프로젝트가 소속하는 업프런트 프로모션(구.업프런트 에이전시)에서 2012년 6월부터 방송을 개시한 텔레비전 프로「하로! SATOYAMA 라이프」를 중심으로 한, 신 프로젝트 "SATOYAMA movement”"의 활동의 일환으로서 결성시킨 4조의 유닛 중의 1조(그 밖에「DIY♡」,「하베스트」,「GREEN FIELDS」)이다.
유닛명은 원두 커피의 종류「en:Peaberry」에 유래한다.

## 멤버
- 와다 아야카 (안주루무)
- 사야시 리호

## 약력
2012년
- 7월 20일, 헬로! 프로젝트 공식 사이트에서 유닛의 결성 및 다음 21일부터 시작되는「Hello! Project 탄생 15주년 기념 라이브 2012 여름 ~ktkr 여름의 FAN 축제!~」에서 첫 악곡 「キャベツ白書」를 피로하는 것 발표.
- 10월 16일, 7월에 발표된「피베리」,「DIY♡」에 가세해 "SATOYAMA movement"로부터 「하베스트」,「GREEN FIELDS」의 2 유닛의 결성과 CD 발매가 발표되었다.
- 11월 7일, 인디즈 라벨에서「キャベツ白書／フォレストタイム」,「フォレストタイム／キャベツ白書」를 릴리즈.

2013년
- 1월 2일, "SATOYAMA movement" 공식 사이트(1월 1일 개설)에서「キャベツ白書」의 신어레인지곡「キャベツ白書～春編～」로 2월 27일에 메이저 데뷔하는 것이 발표되었다.
- 2월 5일, YouTube「"SATOYAMA movement" 오피셜 채널」에서 메이저 데뷔 싱글 「キャベツ白書～春編～」의 뮤직 비디오를 공개. 할머니 역에 전 내각 총리 대신 호소카와 모리히로 부인 호소카와 카요자가 출연하고 있는 것이 분명해졌다(신어레인지로서 삽입된 창가「고향」을 호소카와가 가창하고 있다.)[3].
- 2월 27일, 메이저 데뷔 싱글「キャベツ白書～春編～」를 릴리즈.

2015년
- 12월 31일, 사야시 리호가 모닝구무스메。를 졸업.

## 음악

### 싱글
인디즈
1. キャベツ白書／フォレストタイム (피베리반)
フォレストタイム／キャベツ白書 (하베스트반) (2012년 11월 7일)
  - 양 A면 싱글

메이저
1. キャベツ白書～春編～ (2013년 2월 27일)
  - 커플링 : 虹のせせらぎ

### DVD

#### PV집
1. SATOYAMA movement MUSIC CLIPS (2013년 7월 24일)

#### 이벤트V (이벤트 회장 한정판)
1. 이벤트V「キャベツ白書～春編～」(2013년 3월 29일)